# Castione Andevenno
Castione Andevenno là một đô thị ở tỉnh Sondrio trong vùng Lombardia của Italia, có vị trí khoảng 90 km về phía đông bắc của Milano và khoảng 5 km về phía tây của Sondrio. Tại thời điểm ngày 31 tháng 12 năm 2004, đô thị này có dân số 1.545 người và diện tích là 17,1 km².
Castione Andevenno giáp các đô thị: Albosaggia, Caiolo, Postalesio, Sondrio, Torre di Santa Maria.